# Keita Suzuki
Keita Suzuki (n. 8 iulie 1981) este un fotbalist japonez.

## Statistici
| Japonia | Japonia | Japonia |
| An      | Meciuri | Goluri  |
| ------- | ------- | ------- |
| 2006    | 7       | 0       |
| 2007    | 13      | 0       |
| 2008    | 8       | 0       |
| Total   | 28      | 0       |